# يلينا ديسبوتوفيتش
يلينا ديسبوتوفيتش مواليد 30 أبريل 1994 في بودغوريتسا، هي لاعبة كرة يد مونتينيغرية تلعب كوسط مدافع. مثلت منتخب الجبل الأسود لكرة اليد للسيدات. حققت المركز الأول في بطولة أوروبا لكرة اليد للسيدات 2012.

## سجل المنافسة
شاركت في البطولات التالية:
- بطولة العالم لكرة اليد للسيدات 2013
- بطولة العالم لكرة اليد للسيدات 2015
- بطولة أوروبا لكرة اليد للسيدات 2012
- بطولة أوروبا لكرة اليد للسيدات 2014

## الميداليات
| الميدالية | المسابقة                            |
| --------- | ----------------------------------- |
| ذهبية     | بطولة أوروبا لكرة اليد للسيدات 2012 |

## روابط خارجية
- يلينا ديسبوتوفيتش على موقع الاتحاد الدولي لكرة اليد (الإنجليزية)
- يلينا ديسبوتوفيتش على موقع الاتحاد الأوروبي لكرة اليد (الإنجليزية)
- يلينا ديسبوتوفيتش على موقع أوليمبيديا (الإنجليزية)